# Németh István (lelkész)
Németh István (Semjén, 1757. december 15. – Marcaltő/Malomsok, 1818. január) evangélikus lelkész.

## Élete
Szülei Németh Mihály és Szabó Krisztina. Tanult Nagydömölkön (Nemesdömölk) 1768-tól 1771-ig, Sopronban nyolc, Pozsonyban három évig. Hat hónapig gyakorolta magát mint katekéta Perlaky Dávid szuperintendens mellett. 1783 tavaszán Wittenbergbe ment, ahonnét 1783. november 20-án Kővágóörsre szentelték pappá. 1784. február 15-én Pápára került első lelkésznek; 1786 nyarán Uraiújfaluba ment. 1795 végén lemondott papi hivataláról és közel egy évig kissomlyói birtokán lakott, majd 1796. szeptember 8-án Kispécre hivatott lelkésznek. 1805-ben consenior (alesperes) és 1806-ban senior (esperes) lett a győri egyházmegyében. 1818 januárjában feleségével Magyargencsről tartott hazafelé, a marcaltői vendégfogadóban szálltak meg. Este sétálni ment, de nem tért vissza. Mintegy két hónappal később, március elején a Rába folyó Malomsoknál vetette partra a holttestét, ott is helyezték nyugalomra a folyóparton.

## Munkája
- Nyílásában leszakasztott liliom. Mellynek példázatját néhai Koltai Vidos Éva asszony, Kartsai Sámuel ur szerette hitves-társának korán lett halála után következett el-temettetésének alkalmatosságával 31. Máj. 1790, a bucsuztatásban le rajzolni igyekezett. Szombathely. (Költemény)